# Isaack Gilsemans
Isaack Gilsemans était un marchant de la VOC et artiste néerlandais connu pour ses illutrations de la Tasmanie et la Nouvelle-Zélande. Il accompagna Abel Tasman lors de la découverte européenne de ces territoires. 